# San Jacinto, Chiapas
San Jacinto är en ort i Mexiko.   Den ligger i kommunen Ocosingo och delstaten Chiapas, i den sydöstra delen av landet, 900 km öster om huvudstaden Mexico City. San Jacinto ligger 868 meter över havet och antalet invånare är 214.
Terrängen runt San Jacinto är bergig söderut, men norrut är den kuperad. Runt San Jacinto är det glesbefolkat, med 16 invånare per kvadratkilometer. Närmaste större samhälle är San Bartolo, 4,6 km söder om San Jacinto. I omgivningarna runt San Jacinto växer i huvudsak städsegrön lövskog.